# Governatorato di Saratov
Il governatorato di Saratov (in russo Саратовская губерния?) è stato una gubernija dell'Impero russo, che occupava grosso modo il territorio dell'attuale oblast' di Saratov. Istituito nel 1796, esistette fino al 1928, il capoluogo era Saratov.